# (994) Otthild
(994) Otthild es un asteroide perteneciente al cinturón de asteroides descubierto el 18 de marzo de 1923 por Karl Wilhelm Reinmuth desde el observatorio de Heidelberg-Königstuhl, Alemania.
Está posiblemente nombrado por una chica del calendario Lahrer Hinkender Bote.
Otthild forma parte de la familia asteroidal de María.